# Igła (film 1988)
Igła (ros. Игла) – radziecki film fabularny w reżyserii Raszyda Nugmanowa z 1988 roku. Główną rolę w filmie zagrał Wiktor Coj – lider radzieckiego zespołu rockowego Kino.
W 2010 roku powstała zremasterowana wersja filmu pod tytułem Igła Remix (ros. Игла Remix). Wcześniej w roku 1999 powstała także parodia filmu pod tytułem Czarny frajer (ros. Чёрный фраер).

## Fabuła
Moro (Wiktor Coj) wyjeżdża do Ałmaty, by odzyskać pieniądze od dawnego znajomego - Spartaka (Aleksandr Baszyrow) i spotkać się z przyjaciółką Diną (Marina Smirnowa). Bohater szybko dowiaduje się, że Dina jest narkomanką, a jej mieszkanie to melina narkomanów. By uratować swą przyjaciółkę Moro zabiera ją nad Morze Aralskie, by tam odbyła swój odwyk. Po powrocie do stolicy Dina wraca jednak do narkotyków. Główny bohater stara się zatem ustrzec Dinę przed kartelem narkotykowym na czele którego stoi, znajomy z pracy dziewczyny, chirurg Artur (Piotr Mamonow).

## Obsada
- Moro - Wiktor Coj
- Spartak - Aleksandr Baszyrow
- Dina - Marina Smirnowa
- Artur Jusupowicz - Piotr Mamonow
- anarchista Archimied - Archimied Iskakow
- i inni